# دياني روي
دياني روي هي منافسة ألعاب القوى كندية، ولدت في 9 يناير 1971 في نورت دام دو لاك في كندا.

## روابط خارجية
- دياني روي على موقع اللجنة الأولمبية الدولية (الإنجليزية)
- دياني روي على موقع Paralympic.org (الإنجليزية)
- دياني روي على موقع IPC.InfostradaSports.com (مؤرشف) (الإنجليزية)
- دياني روي على موقع أوليمبيديا (الإنجليزية)
- دياني روي على موقع اللجنة البارالمبية الكندية (الإنجليزية)
- دياني روي على موقع اتحاد ألعاب الكومنولث (مؤرشف) (الإنجليزية)